# Szabó Róbert Endre
Szabó Róbert Endre (Budapest, 1976. december 3. –) magyar színész.

## Életpályája
1994-ben a Palládium Színházi Műhelyben kezdett színházzal foglalkozni. 1995-ben érettségizett, és a Fiatalok Budapesti Operastúdiójában énekelni tanult. 1998-tól saját amatőr társulat alapító tagjaként az Újpest Színházban dolgozott. 2001-től a Honvéd Művészegyüttes Férfikarában énekelt. Diplomáját a Miskolci Egyetem magán-ének szakán kapta meg. 2007 és 2010 között a szombathelyi Berzsenyi Dániel Főiskola és Weöres Sándor Színház közös színészképző stúdiójának hallgatója volt, amelyet Jordán Tamás vezetett. Gyakorlatos színészként is a szombathelyi színházban szerepelt. Azóta a Weöres Sándor Színház társulatának tagja.

## Fontosabb színpadi szerepei
- Arisztophanész – Hamvai Kornél – Nádasdy Ádám : Lüzisztraté... Theatermosz
- Ovidius: Átváltozások... szereplő
- Miguel de Cervantes – Dale Wassermann – Mitch Leigh – Joe Darion: La Mancha lovagja... Herceg; Dr. Carrasco; Tükörlovag
- William Shakespeare: Makrancos Kata, avagy a hárpia megzabolázása... Iskolamester; Nátán
- William Shakespeare: Ahogy tetszik... szereplő
- William Shakespeare: Titus Andronicus... Martius, Titus fia
- William Shakespeare: Hamlet hazatér... szereplő
- Anton Pavlovics Csehov: Ivanov... Gavrila
- Nyikolaj Vasziljevics Gogol: A revizor... Iszak Grigorjevics Lezsnyev, újságíró
- Fjodor Mihajlovics Dosztojevszkij - Jeles András: A félkegyelmű... Komornyik; Házmester
- Arthur Miller: A salemi boszorkányok... Herrick, porkoláb
- Reginald Rose: Tizenkét dühös ember... Törvényszolga
- Szophoklész: Antigoné... Őr
- Bertolt Brecht – Kurt Weill: Koldusopera... Fűrészróbert
- Ferdinand von Schirach: Terror... Fritz Wagner, szakértő
- Victor Hugo – Jeles András: A nevető ember... Bíró III. (Wapentake)
- Fukazava Hicsiró – Jeles András: Zarándokének... II. színész
- Gaal József: A peleskei nótárius... Bojtár; Néző; Banya; Szobalány; Vokál
- Tóth Ede – Mohácsi István – Mohácsi János: A falu rossza... Csapó, gazdaember
- Madách Imre: Az ember tragédiája... Második koldus (Londonban)
- Jókai Mór: A kőszívű ember fiai... Leonyid, komornyik
- Székely Csaba: Vitéz Mihály... Mátyás főherceg, a császár öccse
- Pintér Béla: Parasztopera... szereplő
- Bakonyi Károly – Szirmai Albert – Mohácsi testvérek: Mágnás Miska... Lemhényi Dezső báró
- László Miklós: Illatszertár... Rendőr
- Örkény István: Nevünk minekünk nincs, mert minek (mozgás színház)... szereplő
- Lőrinczy Attila: A könnyű préda... szereplő
- Barták Balázs: A kút... szereplő
- Szombath András: Szivárvány havasán – Köpönyeg és palást... Kincstárnok
- Háy János: Rák Jóska, dán királyfi... Tomi (paraszt)
- Czukor Balázs: Szemben veled... szereplő
- Egressy Zoltán – Dömötör Tamás: 9700... Szombathelyi lakos
- Egressy Zoltán: Három koporsó... Őrnagy
- Zalán Tibor – Illyés Gyula: Hetvenhét... Parszivál
- Antoine de Saint-Exupéry: A kis herceg... A király
- Alan Alexander Milne – Szabados Mihály: Mackó kalandjai I. ... Bagoly
- Joe Masteroff – John Kander – Fred Ebb: Kabaré... Tengerész
- Neil Simon – Cy Coleman – Dorothy Fields: Sweet Charity... Johnny
- Presser Gábor – Horváth Péter – Sztevanovity Dusán: A padlás... Barrabás, B. Barrabás, a gengszter; Révész, aki csak külsőleg azonos Barrabással
- Rudyard Kipling – Dés László - Geszti Péter: A dzsungel könyve... szereplő
- Várkonyi Mátyás – Miklós Tibor: Sztárcsinálók... Tigellinus
- John Osborne: DühöngŐ... Cliff Lewis
- Café Gambrinus:... Cicillo (a Gambrinus kávéház főpincére) (Lurdy Színpad)
- Öt az egyben... szereplő (Bloom ház)
- Láss csudát!... szereplő
- Márai Sándor: Kapcsolatok... közreműködő
- Vajda Anikó – Valló Péter – Fábri Péter: Anconai szerelmesek... Anconai halász, japán turista,anconai szurkoló
- Dennis Kelly: DNS... Ricsi
- David Mamet: Egy kanál víz... James Lingk
- Oleg és Vlagyimir Presznyakov: Terrorizmus... Egyenruhás ember; Nyomozó; 5. Férfi
- Szombath András: Szivárvány havasán – Köpönyeg és palást... Kincstárnok
- Szigligeti Ede – Mohácsi István – Mohácsi János: Liliomfi... Róbert
- Szirmai Albert – Geszti Péter – Bakonyi Károly – Mohácsi István – Mohácsi János – Kovács Márton Balázs: Mágnás Miska... Lemhényi Dezső báró
- Ion Luca Caragiale – Mohácsi István – Mohácsi János: Farsang avagy ez is mekkora egy tahó!... Avram Calinescu, zsűritag és vőlegény
- Georges Feydeau: Kis hölgy a Maximból... Émile, tisztiszolga
- Dés László – Geszti Péter – Grecsó Krisztián: A Pál utcai fiúk... Janó, a grund őre
- Lipták Ildikó : Az ajándék... Jani/John – Zoli bátyja és Haver, Idegen, Öregember
- Fazekas Mihály – Váradi Szabolcs : Lúdas Matyi... Hajdú II.
- Shakespeare a mellényzsebben... Művészeti titkár

## Színházi zenéi
- Szophoklész: Antigoné
- Dennis Kelly: DNS

## Filmek, tv
- Kisváros (1997-2001)...Piedro/vámos
- Édes Kés
- Czukor Show (2010)... Vezérlő munkatárs
- Georges Feydeau: A hülyéje (színházi előadás tv-felvétele, 2015)
- Legyetek szeretettel (2023)... Illés László

## Díjai
- Különdíj (2017) Oscar Wilde: A boldog herceg című előadásának színpadra állításáért – enyhén és közepesen súlyos értelmi fogyatékosok közreműködésével (Sugár/Érintő Színi Csoport)